# Marko Jakolić
Marko Jakolić (sinh 16 tháng 4 năm 1991) là một hậu vệ bóng đá Slovenia thi đấu cho Krško.

## Sự nghiệp
Ngày 23 tháng 12 năm 2016, Jakolić ký bản hợp đồng 1 năm cùng với câu lạc bộ Montana của Bulgaria. Anh rời đội bóng vào tháng 6 năm 2017 vì điều kiện xuống hạng trong hợp đồng.